# Cyrtodactylus intermedius
Cyrtodactylus intermedius este o specie de șopârle din genul Cyrtodactylus, familia Gekkonidae, ordinul Squamata, descrisă de Smith 1917. Conform Catalogue of Life specia Cyrtodactylus intermedius nu are subspecii cunoscute.